# Florian Samuel Kajamini
Florian Samuel Kajamini, né le 28 février 2003 à Bologne, est un coureur cycliste italien.

## Biographie
Florian Samuel Kajamini est né à Bologne, dans une famille aux origines italiennes et néerlandaises,. Il est issu d'un milieu ancré dans le monde du vélo. Ses grands frères Jonathan Joseph et Sebastian David ont eux-mêmes participé à des compétitions dans les catégories de jeunes, tout comme sa sœur Anna. À l'instar de ses aînés, il pratique ce sport depuis sa plus tendre enfance. Sa carrière débute dans un club de Pianoro. 
Après un passage à la SC San Lazzaro, il évolue au sein de la formation Italia Nuova Borgo Panigale chez les juniors (moins de 19 ans). En 2020, il se classe treizième d'une compétition internationale hongroise, sous les couleurs de l'équipe nationale d'Italie. L'année suivante, il termine notamment huitième d'une étape du Giro della Lunigiana. Il obtient également diverses places d'honneur dans des courses locales, grâce à ses qualités de grimpeur. 
En 2022, il intègre l'équipe continentale Colpack-Ballan, qui forme de jeunes coureurs italiens. Sa saison est toutefois gâchée par un genou droit douloureux, en raison d'un syndrome rotulien. Finalement rétabli, il reprend la compétition et réalise une bonne année 2023, en décrochant de nombreux tops dix chez les amateurs. Il finit par ailleurs troisième de la Ruota d'Oro, une course internationale réservée aux cyclistes de moins de 23 ans. 
En 2024, il se distingue en remportant le Trophée de la ville de San Vendemiano ainsi que le Tour de la Province de Bielle. Il s'agit de ses premiers succès obtenus sur des épreuves inscrites au calendrier de l'UCI. La même année, il se classe quatrième du Trofeo Piva, cinquième du Gran Premio Palio del Recioto ou encore septième du Tour d'Italie espoirs. Il réalise aussi un bon Tour des Abruzzes au milieu des professionnels en terminant huitième de la dernière étape et quinzième du classement général. 

## Palmarès et résultats

### Palmarès par année
- 2023
  - 2e du Trofeo Castello d'Albola
  - 3e de la Ruota d'Oro
- 2024
  - Trophée de la ville de San Vendemiano
  - Tour de la Province de Bielle
  - 5e étape du Tour de l'Avenir
  - 3e du Giro della Franciacorta

### Classements mondiaux
| Année                                 | 2023  | 2024 |
| ------------------------------------- | ----- | ---- |
| Classement mondial                    | 1709e | 451e |
| UCI Europe Tour                       | 1098e | nc   |
|                                       |       |      |
| Légende : nc = non classéSource : UCI |       |      |